# Amefurikozō

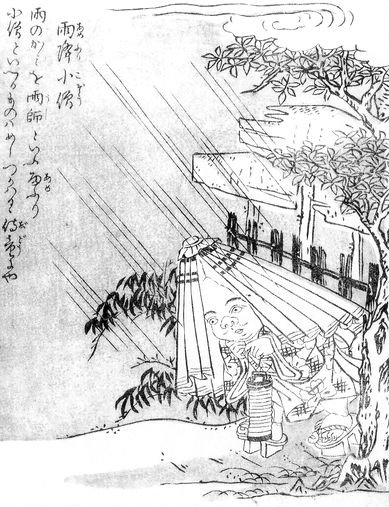
Illustration de lamefurikozō par Toriyama Sekien.

L'Amefurikozō (雨降り小僧, trad. « l'enfant de la pluie ») est un esprit du folklore japonais illustré par Toriyama Sekien dans son livre Konjaku Gazu Zoku Hyakki.

## Description
Il ressemble à un enfant étrange qui joue sous la pluie. Il porte une lanterne en papier et un parapluie sans manche sur la tête. D'après Sekien, il est le disciple de U-shi, le dieu chinois, maître des Précipitations et a le pouvoir de faire tomber la pluie.

## Dans la culture populaire
Il apparaît dans les anime Rainboy d'Osamu Tezuka et Karas.

## Sources
- (en) Liste des démons japonais sur le site Inuyasha: a feudal fairy tale
- Shigeru Mizuki (trad. du japonais par Satoko Fujimoto, Patrick Honnoré), Yôkai, Dictionnaire des monstres japonais, Volume 1 A-K, Boulogne, Pika Édition, 2008, 252 p. (ISBN 978-2-84599-812-4, présentation en ligne), p. 24